# 한성희 (기업인)
 한성희(1961년 2월 4일~)는 포스코의 계열사인 포스코이앤씨 대표이사 사장을 지낸 대한민국의 기업인이다. 포스코 해외 생산법인 대표, 포스코건설 경영전략실장, 포스코 홍보실장, 포스코 경영지원본부장 등을 지냈다.

## 학력
- 심인고등학교
- 연세대학교 경제학과
- 캐나다 맥길대학교 경영학 석사

## 참고 자료
- 한성희 비즈니스 포스트 인물검색